# (16949) 1998 HS133
A (16949) 1998 HS133 a Naprendszer kisbolygóövében található aszteroida. A LINEAR projekt keretében fedezték fel 1998. április 19-én.